# Halt mal die Bombe, Liebling
Halt mal die Bombe, Liebling (Originaltitel: Che gioia vivere) ist eine italienisch-französische Filmkomödie des Regisseurs René Clément aus dem Jahr 1961. Die deutsche Erstaufführung erfolgte am 20. Dezember 1963.

## Handlung
Ulysse, ein enttäuschter, politisch desinteressierter junger Mann, der sich vor allem zu schönen Frauen hingezogen fühlt, entscheidet sich nach seinem Militärdienst im Rom von 1921 zu bleiben, das gerade den Aufstieg des Faschismus erlebt.
Aus Geldnot tritt er den Schwarzhemden bei und bekommt die Aufgabe, die Urheber von antifaschistischen Flugblättern, die in der Stadt kursieren, zu suchen. Ulysse findet heraus, dass die Flugblätter aus einer Druckerei stammen, die von einer Familie von Anarchisten betrieben wird. Anstatt seine Pflicht zu tun und die Druckerei zu melden, bemüht er sich dort eine Anstellung als Lehrling zu bekommen, insbesondere da er sich für die Tochter des Besitzers interessiert.
Eine Serie von Missverständnissen führt dazu, dass er als gefährlicher Terrorist gesucht wird.

## Kritiken
Der Spiegel schrieb 1968, Clement habe die Fabel von Zynismen gereinigt, und kommt zum abschließenden Urteil: „Knapp unterhalb der echten Komödie und hoch oberhalb trivialen Klamauks bringt er mit Hilfe des exzellenten Kameramanns Decae sowie der Darsteller Barbara Lass (Franca) und Alain Delon (Odysseus) seine Politburleske ins Ziel.“
Der Filmdienst ist überwiegend positiver Meinung zum Film: „Eine temperamentvolle und temporeiche Burleske, die sich über den politischen Extremismus im Rom der 20er Jahre lustig macht. Durch die schwankhaft-satirische, stets sehr unterhaltsame Gestaltung verliert freilich die Zeitbetrachtung etwas an Gewicht.“

## Synchronisation
Die deutsche Synchronisation stammt von 1963. Das Dialogbuch schrieb M. Z. Thomas. Die Synchronregie führte Rolf von Sydow.
| Rolle             | Darsteller           | Synchronsprecher  |
| ----------------- | -------------------- | ----------------- |
| Ulysse Cecconato  | Alain Delon          | Wolfgang Draeger  |
| Franca Fossati    | Barbara Lass         | Helga Anders      |
| Olinto Fossati    | Gino Cervi           | Werner Lieven     |
| Rosa Fossati      | Rina Morelli         | Alice Franz       |
| Großvater Fossati | Carlo Pisacane       | Anton Reimer      |
| Friseur           | Paolo Stoppa         | Leo Bardischewski |
| Bombenleger       | Aroldo Tieri         | Ernst Konstantin  |
| Turiddu           | Giampiero Littera    | Gig Malzacher     |
| Isabella          | Didi Perego          | Rosemarie Fendel  |
| Aviatico Fossati  | Luigi Giuliani       | Horst Raspe       |
| Universo Fossati  | Jacques Stanislawski | Kurt E. Ludwig    |
| Martirio Fossati  | Stefano Valle        | Erich Ebert       |
| Professor         | Annibale Ninchi      | Klaus W. Krause   |
| Mareschallo       | Nando Bruno          | Willy Friedrichs  |
| Gefängnispfarrer  | Luigi Visconti       | Eric Jelde        |
| Faschist          | Robert Hundar        | Herbert Weicker   |
| Priester          | Gastone Moschin      | Norbert Gastell   |